# مارفين سونسونا
مارفين سونسونا مواليد 25 يوليو 1990 في الفلبين، هو ملاكم محترف فلبيني يصنف ضمن فئة وزن الريشة. حقق بطولة منظمة الملاكمة العالمية.

## إحصائيات
خاض خلال مسيرته 22 نزالا، فاز في 20 وتعادل في 1 وخسر في 1. فاز بالضربة القاضية في 15 نزالا.

## روابط خارجية
- مارفين سونسونا على موقع بوكس ريك (الإنجليزية) (registration required)